# 莉安娜星
小行星319（319 Leona）是一颗围绕太阳公转的小行星。1891年10月8日，奧古斯特·卡洛斯在尼斯發現此天体。
該小行星以希臘女性名字莉安娜（Leona）命名。不過發現者沒有說明她是什麼人，是否和發現者有關連，故此文獻上 列為來源不明。
这颗小行星的绝对星等为10.21等。

## 相关條目
- 小行星列表/10001-11000

## 外部連結
- Asteroid Lightcurve Database (LCDB) （页面存档备份，存于）, query form (info （页面存档备份，存于）)
- Dictionary of Minor Planet Names, Google books
- Discovery Circumstances: Numbered Minor Planets (10001)-(15000) （页面存档备份，存于） – Minor Planet Center
- 莉安娜星 at AstDyS-2, Asteroids—Dynamic Site
  - Ephemeris · Observation prediction · Orbital info · Proper elements · Observational info
- NASA JPL小天體瀏覽器上的莉安娜星

| 前一小行星： 小行星318 | 小行星列表 | 後一小行星： 小行星320 |